# Élections législatives canadiennes de 1851
Les élections législatives canadiennes de 1851 se sont déroulées du 6 novembre 1851 au 24 décembre 1851 au Canada-Uni afin d'élire les députés de la 4e législature de l'Assemblée législative. 

## Contexte et déroulement
Lors de l'élection de 1851, le Groupe canadien-français a définitivement disparu. Ces membres sont désormais désignés « Ministeralists ». Ceux-ci sont moins radicaux et privilégie le statu quo. Toutefois, certains patriotes plus à gauche continuent à prôner une réforme démocratique radicale. Ces derniers forment le nouveau Parti rouge.

## Chronologie
- 6 novembre 1851 : Proclamation annonçant les élections et émission des brefs.
- 24 décembre 1851 : Retour des brefs.
- 19 août 1852 : Ouverture de la 1re session de la 4e législature par le gouverneur James Bruce.

## Résultats
| Réformistes et ministérialistes | Conservateurs | Non affiliés | Libéraux |
| 43 sièges                       | 18 sièges     | 17 sièges    | 6 sièges |

### Résultats par district électoral auCanada-Est
- Beauharnois : Ovide Le Blanc
- Bellechasse : Jean Chabot
- Berthier : Joseph-Hilarion Jobin
- Bonaventure : David Le Boutillier
- Chambly : Louis Lacoste
- Champlain : Thomas Marchildon
- Deux-Montagnes : William Henry Scott
- Dorchester : François-Xavier Lemieux
- Drummond : John McDougall
- Gaspé : Robert Christie
- Huntingdon : Jean-Baptiste Varin
- Kamouraska : Jean-Charles Chapais
- Leinster : Louis-Michel Viger
- L'Islet : Charles-François Fournier
- Lotbinière : Joseph Laurin
- Mégantic : John Greaves Clapham
- Missisquoi : Seneca Paige
- Montmorency : Joseph-Édouard Cauchon
- Cité de Montréal n° 1 : John Young
- Cité de Montréal n° 2 : William Badgley
- Comté de Montréal : Michel-François Valois
- Nicolet : Thomas Fortier
- Ottawa : John Egan
- Portneuf : Ulric-Joseph Tessier
- Cité de Québec n° 1 : Hippolyte Dubord
- Cité de Québec n° 2 : George Okill Stuart
- Comté de Québec : Pierre-Joseph-Olivier Chauveau
- Richelieu : Antoine-Némèse Gouin
- Rimouski  : Joseph-Charles Taché
- Rouville : Joseph-Napoléon Poulin
- Saguenay : Marc-Pascal de Sales Laterrière
- Saint-Hyacinthe : Louis-Victor Sicotte
- Saint-Maurice : Joseph-Édouard Turcotte
- Shefford : Lewis Thomas Drummond
- Cité de Sherbrooke : Edward Short
- Comté de Sherbrooke : John Sewell Sanborn
- Stanstead : Hazard Bailey Terrill
- Terrebonne : Augustin-Norbert Morin
- Trois-Rivières : Antoine Polette
- Vaudreuil : Jean Baptiste Mongenais
- Verchères : George-Étienne Cartier
- Yamaska : Pierre-Benjamin Dumoulin

### Résultats par district électoral auCanada-Ouest
- Brockville : George Crawford
- Bytown : Daniel McLachlin
- Carleton : Edward Malloch
- Cornwall : Roderick McDonald
- Dundas : Jesse W. Rose
- Durham : James Smith
- Essex : John Prince
- Frontenac : Henry Smith
- Glengarry : John Sandfield Macdonald
- Grenville : William Patrick
- Haldimand : William Lyon Mackenzie
- Halton East : John White
- Hamilton : Allan MacNab
- Hastings : Edmund Murney
- Huron : Malcolm Cameron
- Kent : George Brown
- Kingston : John A. Macdonald
- Lanark : James Shaw
- Leeds : William Buell Richards
- Lennox and Addington : Benjamin Seymour
- Lincoln : William Hamilton Merritt
- London : Thomas C. Dixon
- Middlesex : Crowell Willson
- Niagara : Francis Hincks
- Norfolk : John Rolph
- Northumberland : Asa Allworth Burnham
- Oxford  : Francis Hincks
- Peterborough  : John Langton
- Prescott : Thomas H. Johnston
- Prince Edward : David Barker Stevenson
- Russell : George Byron Lyon-Fellowes
- Simcoe : William Benjamin Robinson
- Stormont : William Mattice
- Toronto n° 1 : William Henry Boulton
- Toronto n° 2 : George Percival Ridout
- Waterloo : Adam Johnston Fergusson Blair
- Welland : Thomas Clark Street
- Wentworth : David Christie
- South York : John William Gamble
- West York : George Wright
- East York : Amos Wright
- North York : Joseph Hartman

## Sources
- Section historique du site de l'Assemblée nationale du Québec